# Hrvatski proljećari
Hrvatski proljećari (neko vrijeme i Hrvatska proljeća) bili su narodnjačka politička stranka u Republici Hrvatskoj, koja je okupljala ljude iz svih slojeva hrvatskog naroda i drugih državljana Republike Hrvatske. HP se je smatrao "tumačem i promicateljem istinskih nacionalnih, humanističkih i civilizacijskih stečevina i potreba hrvatskih državljana".
Prvotno ime stranke bilo je Stranka hrvatskog proljeća (SHP), a nastala je izdvajanjem iz HSLS-a. Predsjednik joj je bio Goran Dodig. Od 2000. godine bila je sastavni dio Hrvatske demokratske republikanske stranke.
Na ujediniteljskom saboru u Zagrebu 21. veljače 2009. ujedinila se je s Hrvatskim demokršćanima i Hrvatskom kršćanskom demokratskom strankom u Hrvatsku demokršćansku stranku.